# Volvo PV800
Die Volvo PV 800-Serie (umgangssprachlich auch Volvo Suggan (dt.: Sau)) war eine Reihe von Taximodellen, die von 1938 bis 1958 von Volvo gebaut wurde. Der Spitzname wies entweder auf die rundlichen Formen des Wagens oder seine Eigenschaft, sich überall durchwühlen zu können, hin. Der „Suggan“ dominierte den schwedischen Taximarkt in den 1940er- und 1950er-Jahren.

## PV 800-810
Der PV 801 (mit Trennscheibe und hinterem Sitz) und der PV 802 (ohne Trennscheibe) wurden 1938 als Nachfolger der Modelle TR 701–704 eingeführt. Fahrgestell und Aufbauten waren neu, der Motor wurde von den Vorgängermodellen übernommen. Der Vorderwagen diente auch Volvos kleinstem Nutzfahrzeug, dem LV 100.
Der PV 802 konnte auch als Hilfsambulanzwagen eingesetzt werden. Nach dem Zusammenklappen aller Sitze nach rechts konnte man eine Trage durch den Kofferraumdeckel einladen. Volvo baute auch weiterhin Fahrgestelle, die oft als Basis für richtige Ambulanzfahrzeuge dienten.
Im Zweiten Weltkrieg baute Volvo einen allradgetriebenen Geländewagen namens Terrängpersonvagn m/43 (TPV), für die schwedischen Streitkräfte. Die Mechanik stammte von den kleinen Nutzfahrzeugen der Marke, die Karosserie kam vom „Suggan“.

### Versionen
- PV 800: Fahrgestell mit 3250 mm Radstand. 1940–1947. 37 Stück.
- PV 801: Taxi mit Trennscheibe und 3250 mm Radstand. 1938–1947. 550 Stück
- PV 802: Taxi ohne Trennscheibe und mit 3250 mm Radstand. 1938–1947. 1081 Stück.
- PV 810: Fahrgestell mit 3550 mm Radstand. 1938–1947, 180 Stück.
- TPV: Militärischer Geländewagen. 1944–1946. 210 Stück.

## PV 821-824
1947 wurden die Modelle PV 801, PV 802 und PV 810 von den Modellen PV 821 und PV 822 abgelöst. Die Wagen erhielten die etwas stärkere ED-Maschine und die Lenkradschaltung vom PV 60.

### Versionen
- PV 821: Taxi mit Trennscheibe und 3250 mm Radstand. 1948. 200 Stück.
- PV 822: Taxi ohne Trennscheibe und mit 3250 mm Radstand. 1947–1948. 300 Stück.
- PV 823: Fahrgestell mit 3250 mm Radstand. 1947–1948. 150 Stück.
- PV 824: Fahrgestell mit 3550 mm Radstand. 1947–1948. 150 Stück.

## PV 831-834
Im Herbst des Jahres 1950 erhielten die Taximodelle eine neue Front, die der des Modells PV 444 und des Kleinlastwagens L 340 entsprach. Die Wagen hießen nun PV831 und PV832. 1953 konnte man auf Wunsch die Wagen mit vorderer Einzelradaufhängung bestellen. Im selben Jahr wurde die Luxusversion Disponent herausgebracht.
Ende der 1950er-Jahre war der „Suggan“ ziemlich überholt. Volvo plante einen Nachfolger, Projekt P 358, einen großen Wagen mit V8-Motor. Diese Pläne wurden allerdings nicht realisiert und somit endete 1958 mit dem Ende der PV 800-Serie das Engagement von Volvo im Taximarkt. Der kürzlich eingeführte Amazon war zu klein, um als Taxi dienen zu können und das nächste, größere Modell 144 kam erst fast 10 Jahre später.
1953 führte Volvo als Nachfolger des TPV für die Streitkräfte den allradgetriebenen Raptgb 915 (militärischer Name), TP 21 / P 2104 ein. Er wurde vom bewährten Reihensechszylindermotor mit 3670 cm³ Hubraum und 90 PS (66 kW) Leistung angetrieben und besaß das Volvo-E9-Getriebe.

### Versionen
- PV 831 / 832: Taxi. 1950–1957. 4135 Stück.
- PV 833 / 834: Fahrgestell. 1950–1958. 2081 Stück.
- TP 21: Militärischer Geländewagen. 1953–1958. 720 Stück.

### Technische Daten
| Typ                   | PV 831 / 832                                       | PV 833 / 834                                       |
| Bauzeitraum           | 1950–1958                                          | 1950–1958                                          |
| Aufbauten             | Limousine 4 Türen                                  | Fahrgestell                                        |
| Motor                 | 6 Zyl., Reihe, 4-Takt                              | 6 Zyl., Reihe, 4-Takt                              |
| Ventile               | stehend                                            | stehend                                            |
| Bohrung × Hub         | 84,14 mm × 110 mm                                  | 84,14 mm × 110 mm                                  |
| Hubraum               | 3670 cm³                                           | 3670 cm³                                           |
| Leistung (PS)         | 90                                                 | 90                                                 |
| Leistung (kW)         | 66                                                 | 66                                                 |
| bei Drehzahl (1/min)  | 3600                                               | 3600                                               |
| Drehmoment (Nm)       | 216                                                | 216                                                |
| bei Drehzahl (1/min)  | 1400                                               | 1400                                               |
| Getriebe              | 3-Gang mit Lenkradschaltung (Overdrive auf Wunsch) | 3-Gang mit Lenkradschaltung (Overdrive auf Wunsch) |
| Höchstgeschwindigkeit | 110 km/h                                           | 110 km/h                                           |
| Leergewicht           | 1790 kg                                            |                                                    |
| Zul. Gesamtgewicht    |                                                    |                                                    |
| Elektrik              | 6 Volt                                             | 6 Volt                                             |
| Länge                 | 5210 mm                                            | 5210 mm                                            |
| Breite                | 1850 mm                                            | 1850 mm                                            |
| Höhe                  | 1780 mm                                            |                                                    |
| Radstand              | 3250 mm                                            | 3250 mm                                            |
| Spur vorn / hinten    | 1505 mm / 1524 mm                                  | 1505 mm / 1524 mm                                  |